# Difret - Il coraggio per cambiare
Difret - Il coraggio per cambiare è un film del 2014 diretto da Zeresenay Berhane Mehari, coprodotto da Angelina Jolie.

## Trama
Hirut, una quattordicenne etiope, viene aggredita e rapita da un gruppo di uomini a cavallo mentre sta tornando a casa da scuola, in un villaggio a tre ore da Addis Abeba.
Nel tentativo di fuggire Hirut riesce a prendere un fucile e spara uccidendo Tadele, ideatore del rapimento nonché suo “aspirante futuro sposo”.
In gran parte dell'Etiopia la pratica del rapimento a scopo di matrimonio è una tradizione antica e radicata, e la ribellione di Hirut non le lascia possibilità di scampo.
Ad Addis Abeba Meaza Ashenafi, una giovane donna avvocato che tramite l'attività di ANDENET offre assistenza legale gratuita a coloro che non se la possono permettere, viene a conoscenza dell'arresto di Hirut e cerca di farsi affidare il caso.
Pur di salvarla, Meaza è disposta a correre il rischio di vedere vanificati i risultati ottenuti fino a quel momento dall'Associazione, e a mettere in gioco il suo stesso futuro.

## Riconoscimenti
- Premio del pubblico al Sundance Film Festival nel 2014
- Premio del pubblico al Festival internazionale del cinema di Berlino sezione Panorama nel 2014
- Premio del pubblico al Festival del Cinema di Amsterdam nel 2014
- Premio del pubblico al Montreal World Film Festival nel 2014

## Curiosità
- Meaza Ashenafi nel 2003 è stata insignita del Premio Nobel Africano (The Hunger Projects Prize) per il suo impegno a difesa dei diritti delle donne in Etiopia.
- La parola Difret nella lingua ufficiale etiope, l'amarico, ha due significati: nell'uso più comune significa "coraggio", ma può anche essere riferito all'uso della violenza nello stupro.